# Paul Bazely
Paul Bazely est un acteur britannique né en 1968 à Londres en Angleterre.

## Filmographie

### Cinéma
- 2003 : Une souris verte : le deuxième patron
- 2004 : Vanity Fair : La Foire aux vanités : Biju
- 2011 : Pirates des Caraïbes : La Fontaine de Jouvence : Salaman
- 2013 : Jadoo : Kirit
- 2013 : Tula: The Revolt : Louis
- 2017 : Damascene : Leric
- 2017 : Star Wars, épisode VIII : Les Derniers Jedi : le premier officier de Hux
- 2019 : Horrible Histories: The Movie : le légat égyptien
- 2019 : Waiting for the Barbarians : l'herboriste
- 2020 : Quatre Enfants et moi : Sergent Gascoigne
- 2021 : Cruella : le commissaire de police
- 2023 : Donjons et Dragons : L'Honneur des voleurs : Porb Pirabost

### Télévision
- 1991 : Making Out : Tyrone (5 épisodes)
- 1992 : Resnick: Lonely Hearts : Détective Colonel Dipak Patel (3 épisodes)
- 1993-2006 : Casualty : Max Brennan et Gary Watson (2 épisodes)
- 2002 : Meurtres en sommeil : le médecin (2 épisodes)
- 2003-2020 : Doctors : Graham McKenna et Simon Desai (5 épisodes)
- 2004 : Holby City : Joe Sharpe (1 épisode)
- 2005 : Scotland Yard, crimes sur la Tamise : Dr Adam Nynagh (1 épisode)
- 2005 : Planet Sketch : plusieurs personnages (13 épisodes)
- 2006 : Green Wing : Anesthésiste (1 épisode)
- 2007-2017 : Benidorm : Troy Ganatra (34 épisodes)
- 2008 : The IT Crowd : Michael (1 épisode)
- 2011 : Doctor Who : Ven-Garr (1 épisode)
- 2015 : Critical : Giles Dhillon (9 épisodes)
- 2016 : The Hollow Crown : Catesby (1 épisode)
- 2016 : Black Mirror : l'homme dans les bois (1 épisode)
- 2020 : Moving On : Peter (1 épisode)
- 2020 : Quiz : Lionel (2 épisodes)
- 2020 : Because the Night : Graham Fox (4 épisodes)
- 2021 : Feel Good : Clocky (4 épisodes)
- 2021 : Inspecteur Barnaby : Paul Matheson (1 épisode)